# اس‌اواس
اس‌اواس (به انگلیسی: SOS) یک کد مورس پیام اضطراری (· · · – – – · · ·) است. این پیام اولین بار توسط امپراتوری آلمان در آیین‌نامهٔ رادیویی در ۱ آوریل ۱۹۰۵ پذیرفته شد و در سال ۱۹۰۶ در قرارداد دوم بین‌المللیِ رادیوتلگرافی جهانی شد و در سال ۱۹۰۸ قابل اجرا گردید.